# Лерма (река)
Лерма (на испански: Rio Lerma) е река в централната част на Мексико, в щатите Мексико, Керетаро, Мичоакан, Гуанахуато и Халиско, вливаща се в езерото Чапала. Дължината ѝ е 708 km, а площта на водосборния басейн – 47 116 km².
Река Лерма води началото си на 2573 m н.в. от лагуната Лерма, в планинската долина Толука, разположена в Трансмексиканския вулканичен пояс, на около 40 km югозападно от столицата Мексико. По цялото си протежение тече предимно в широка долина през гъсто заселения район Бахио в Централно Мексико, където по течението ѝ са изградени няколко големи язовира („Тепикстепек“, „Салис“ и др.), водите на които се използват за производство на електроенергия и напояване. Основен приток е река Лоха (десен). Влива се от изток в езерото Чапала, разположено на 1526 m н.в. От него изтича река Рио Гранде де Сантяго, вливаща се в Тихия океан. Подхранването ѝ е предимно дъждовно и има непостоянен режим. Среден годишен отток – 80 m³/s. Най-големите селища по течението ѝ са градовете: Акамбаро, Салватиера, Саламанка, Ла Пиедал, Ла Барка.